# Dalénium
Dalénium science center är ett vetenskapscentrum som är beläget i den lilla orten Stenstorp mellan Falköping och Skövde i Västra Götalands län. Där finns en mängd olika interaktiva ”hands-on” experiment för alla åldrar. Verksamheten riktar sig både till allmänheten som vill ha en rolig och aktiv fritidssysselsättning och till skolor som vill genomföra pedagogiska program. Målet är att väcka spänning, intresse och förståelse för naturvetenskap, teknik och matematik, genom att ta tillvara besökarnas nyfikenhet, kreativitet och experimentlust.

## Bakgrund[1]
Namnet Dalénium kommer från den Stenstorpsfödde uppfinnaren och Nobelpristagaren Gustaf Dalén. Daléniums tillkomst startade med idén om en ”teknikstuga” i Gustafs anda för att få fler barn och ungdomar att bli nyfikna och lockas till kreativitet och entreprenörskap, precis som Gustaf. 1999 bildades den ideella föreningen Dalénium, som än idag driver verksamheten. En ombyggnad av forum-huset gjordes samtidigt som det byggdes ihop med det gamla polishuset intill. Resultatet blev dagens utställningshall, och det finns även rum för pedagogisk verksamhet, en teatersalong, café, butik, verkstad samt kontor. Dalénium öppnade för allmänheten 2001.

## Verksamhet
I utställningshallen finns ett 150-tal olika interaktiva aktiviteter och experiment inom olika områden som anknyter till teknik, naturvetenskap eller matematik. Exempel på teman som finns är kroppen, ljus och laser, ljud, sinnen, illusioner, knep & knåp, teknik, rymden, material, vatten och luft. Många experiment tillverkas i Daléniums egen verkstad, eller köps in efter kriterierna interaktivt, roligt, hållbart och adderande.
På helger och lov kan besökarna även se någon häftig vetenskaplig show, exempelvis gas- eller eld-show, eller testa extra aktiviteter såsom Virtual Reality-spel, programmering eller korttillverkning.
Dalénium Science Center har årligen ungefär 30 000 besökare (2019), vilket omfattar både skolbesök och privatpersoner. Dalénium har flera gånger tilldelats Stora Barnsemesterpriset som Sveriges bästa science center.

## Bildgalleri

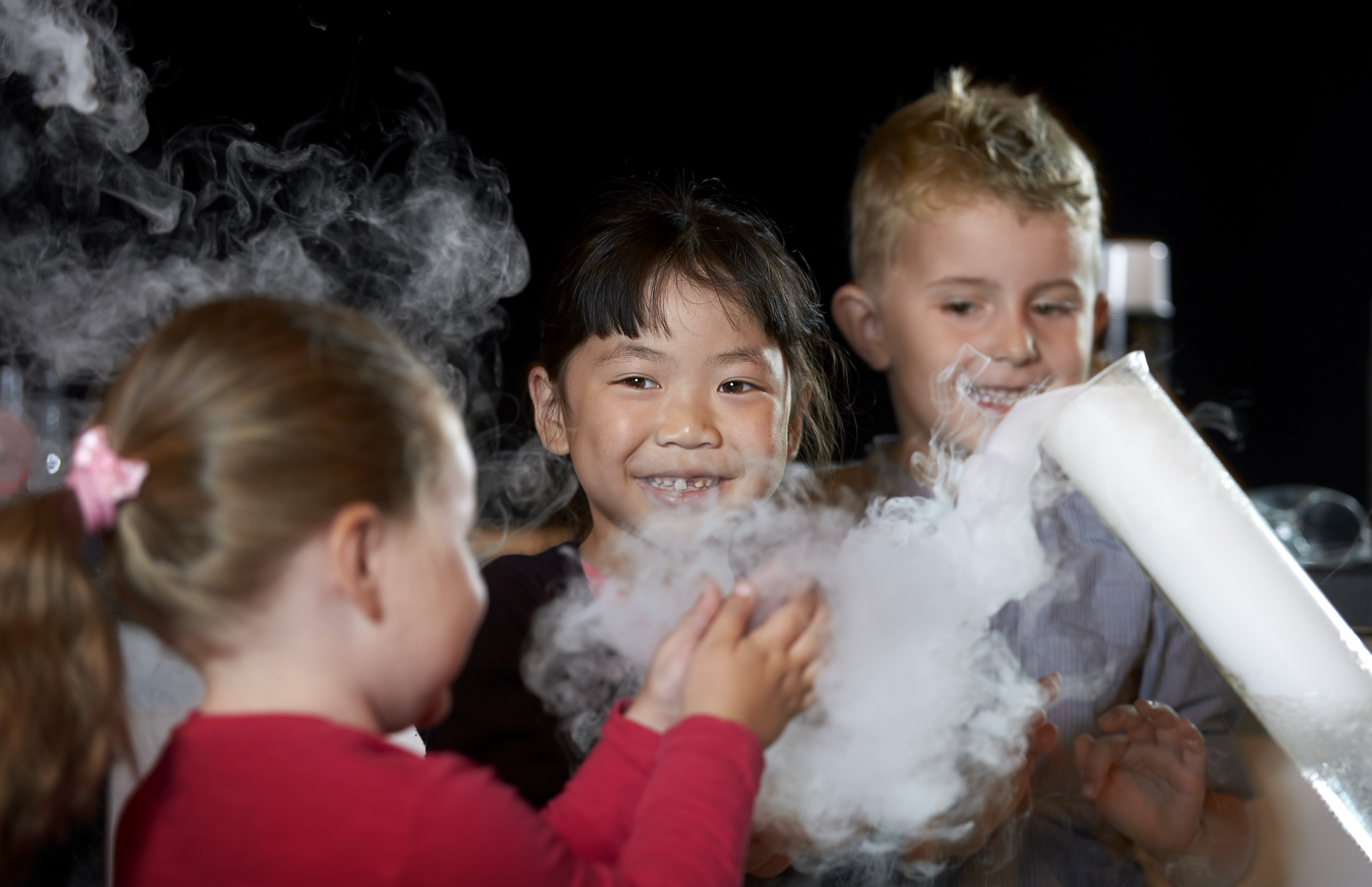
Experiment med torr-is
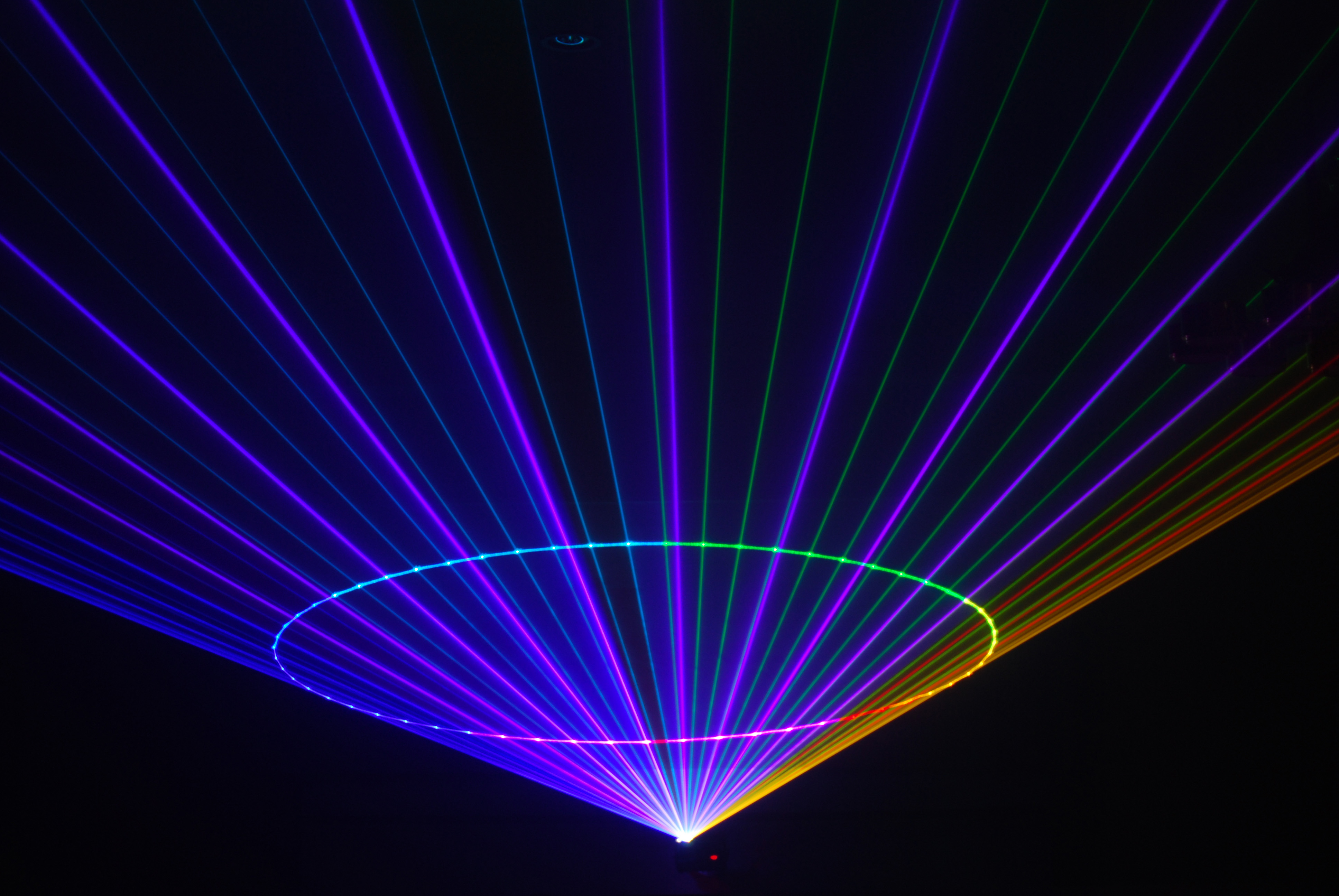
Lasershow
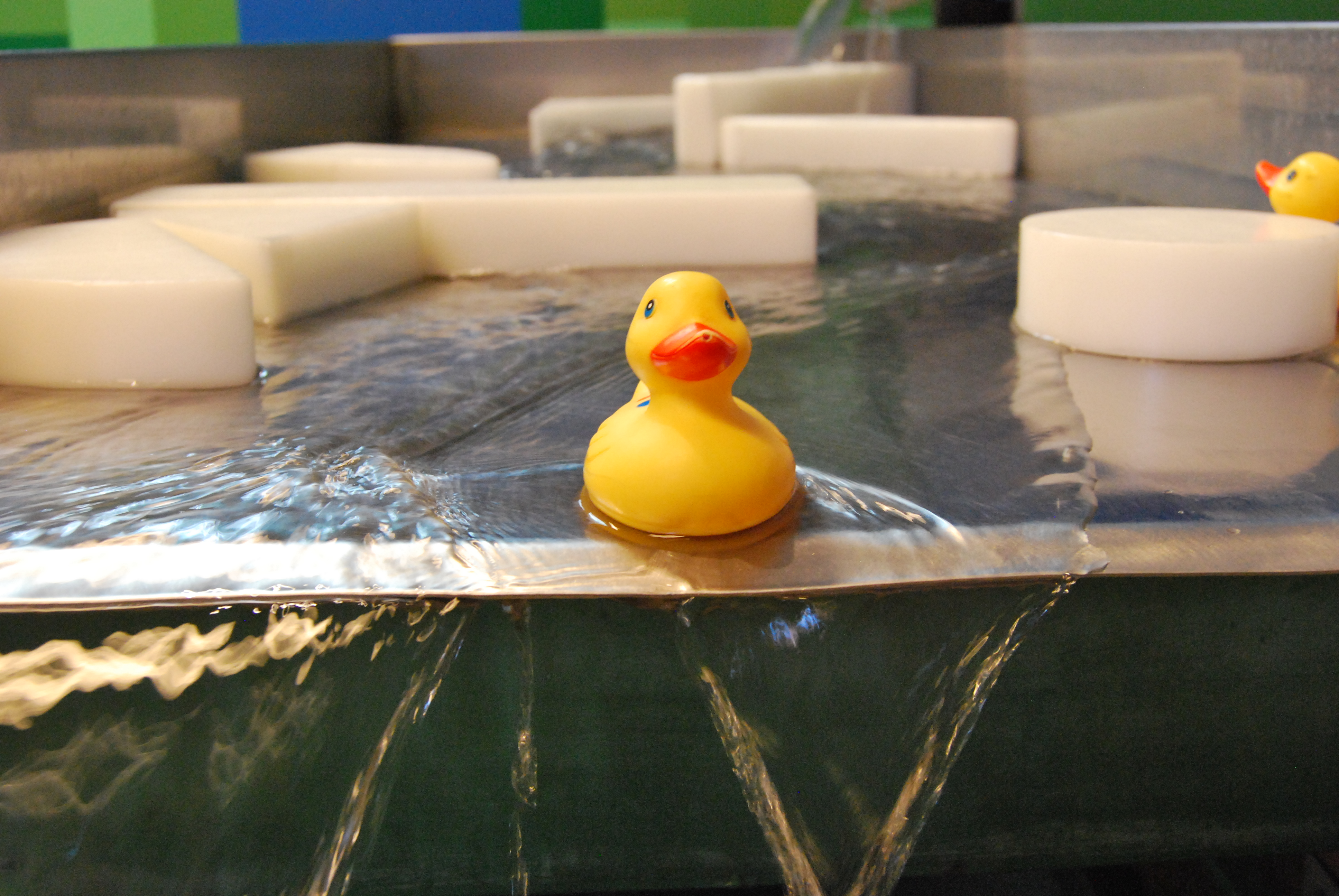
Ankrace
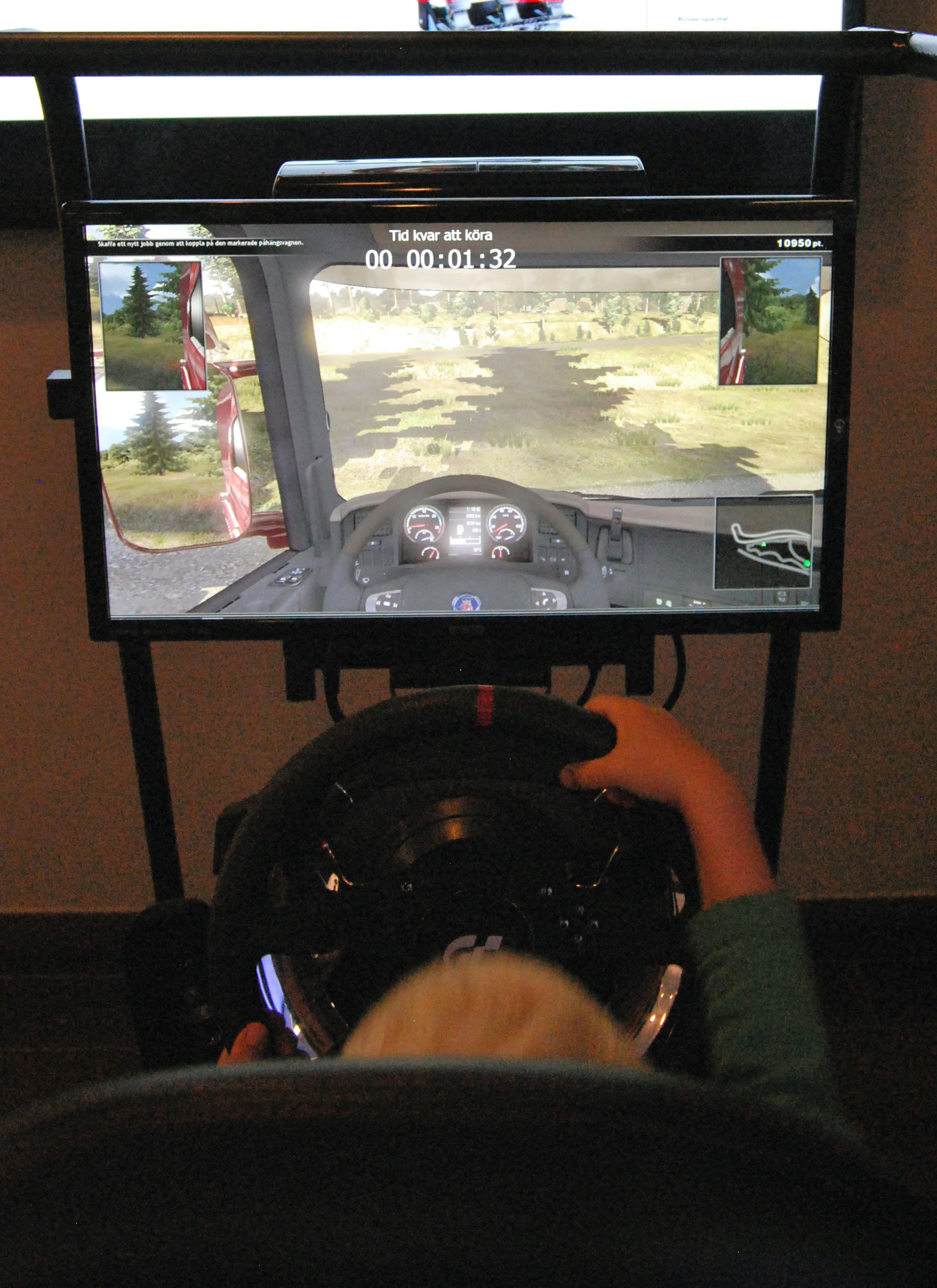
Lastbilssimulator
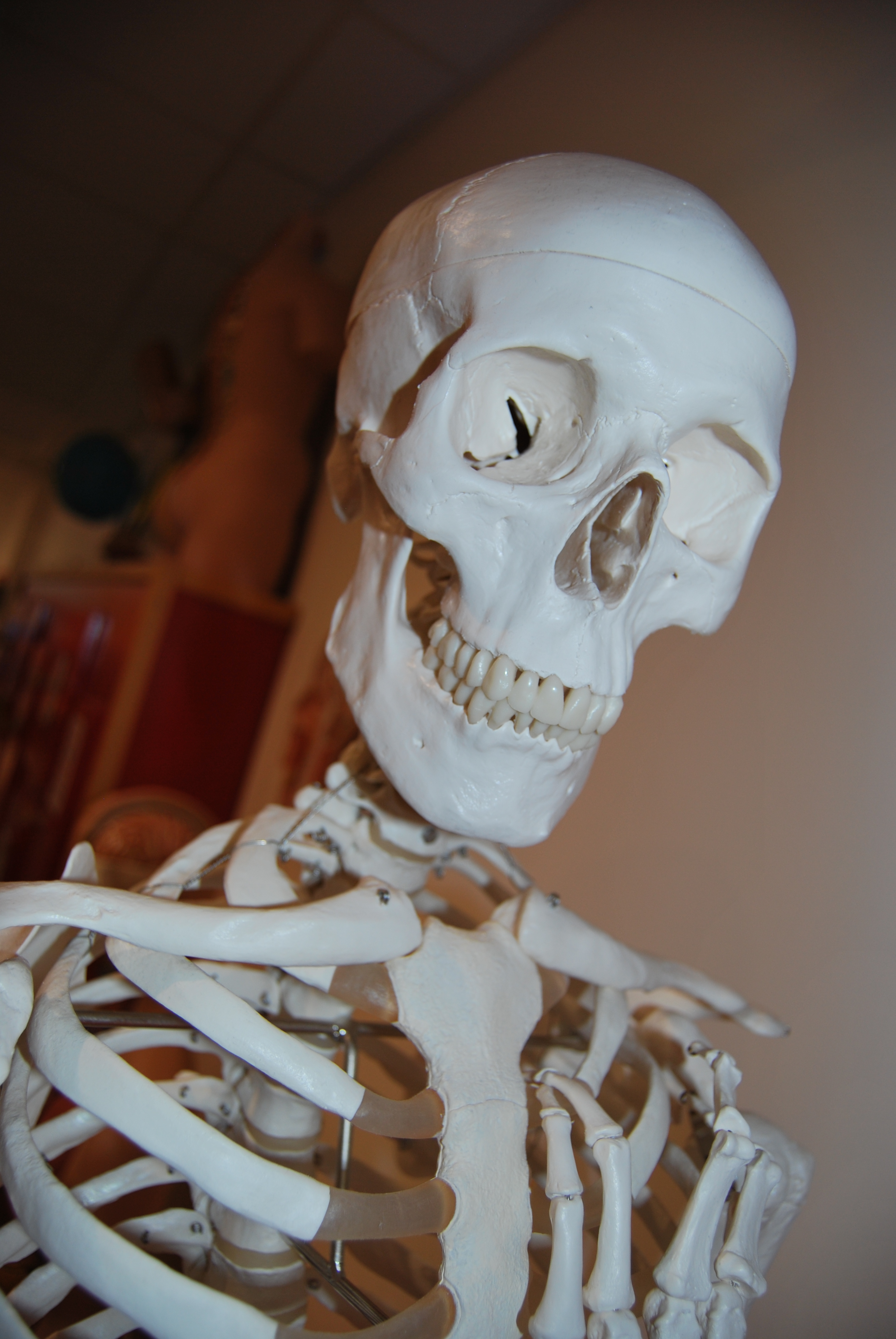
Skelett
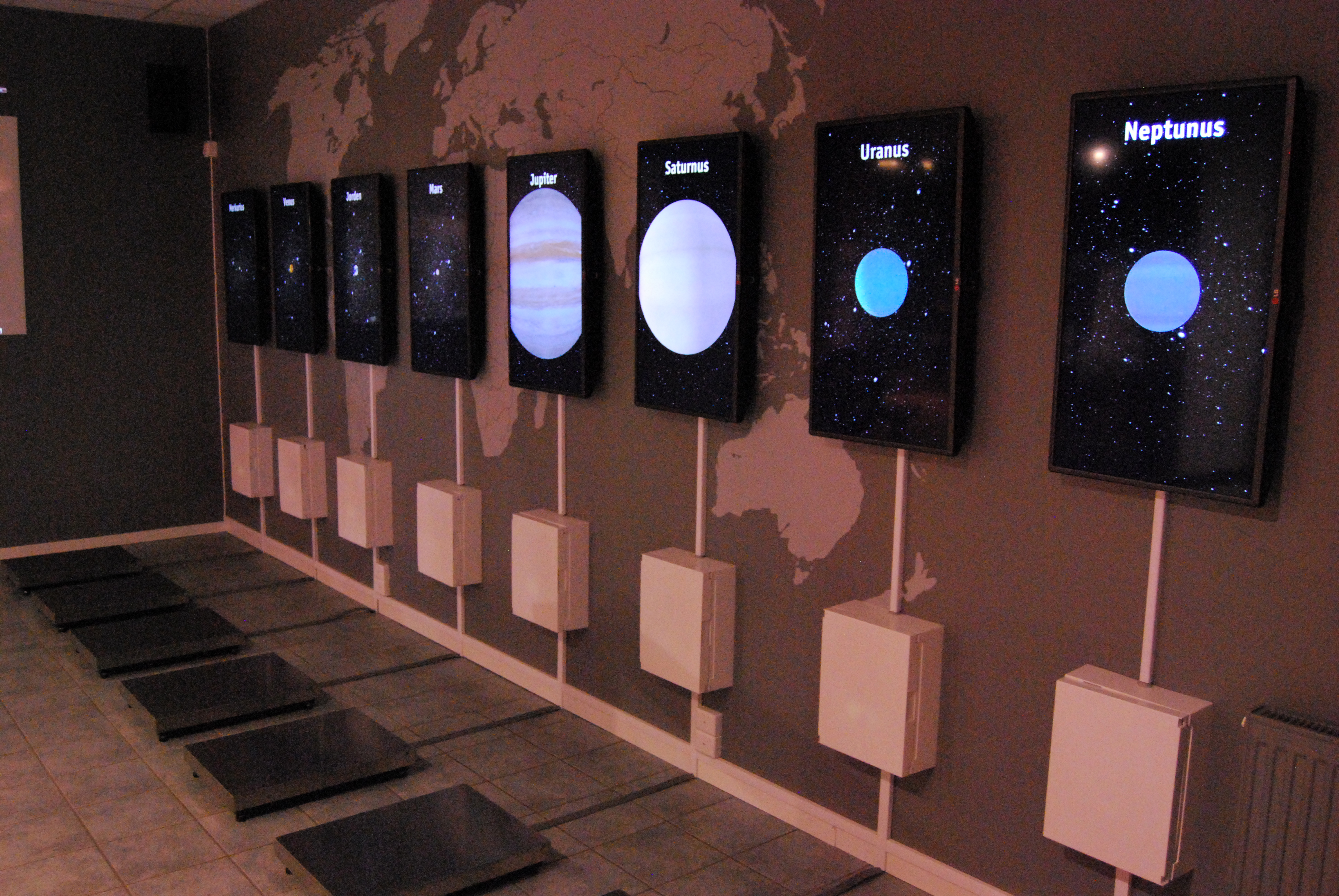
Rymdvågar
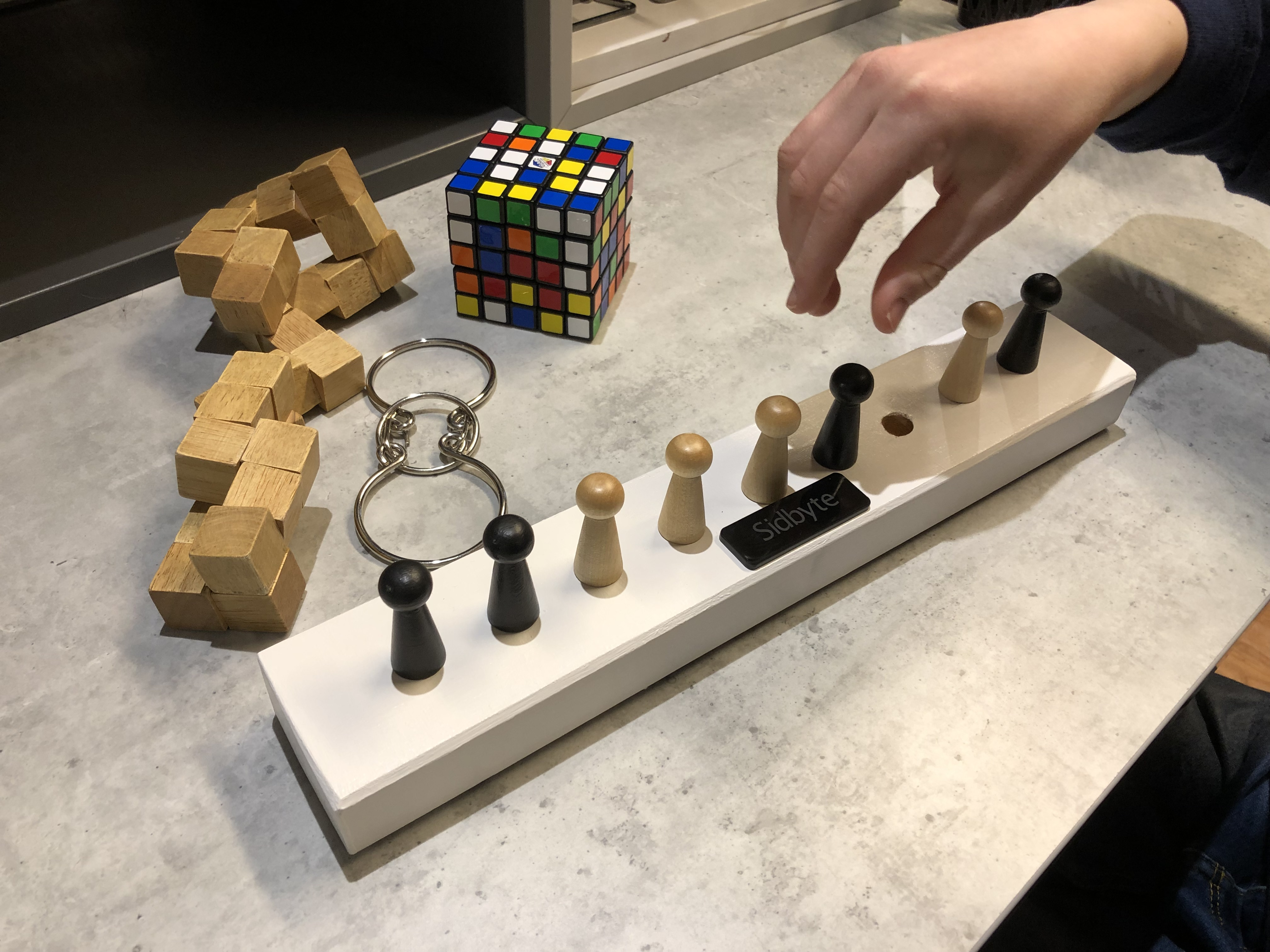
Olika kluringar
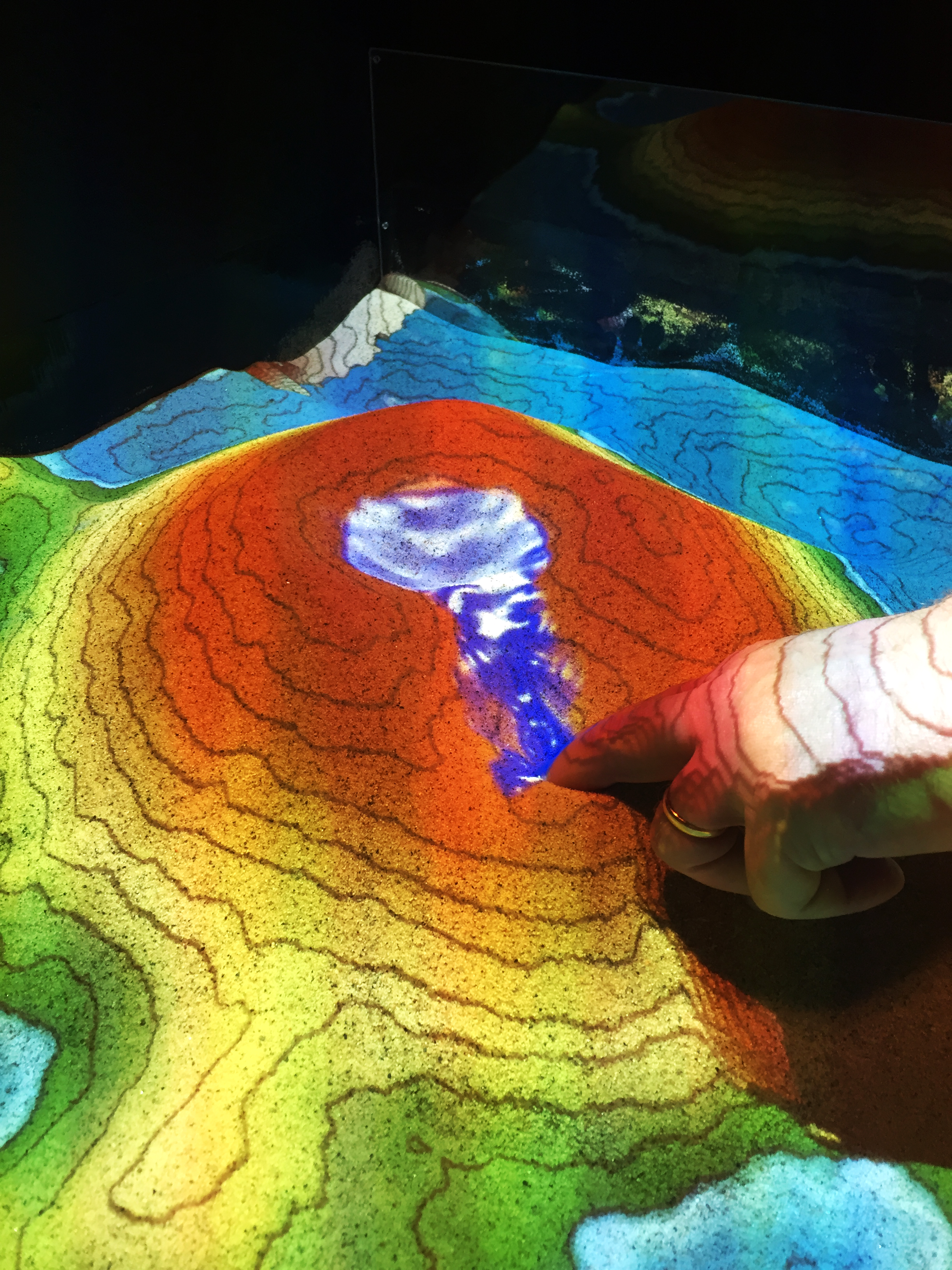
Landskaparen